# Long John Silver's
A Long John Silver's, anteriormente conhecida como Long John Silver's Seafood Shoppes e por vezes abreviada como LJS, é uma cadeia americana de restaurantes de fast food especializada em frutos do mar. O nome da marca deriva da personagem homônima do romance “A Ilha do Tesouro” de Robert Louis Stevenson.
Em novembro de 2022, a Long John Silver's foi adquirida pela Four Oaks Partners, um grupo de investidores liderado por Bob Jenkins, ele próprio um franchisado da Long John Silver's e presidente da Charter Foods.

## História
O primeiro restaurante da cadeia foi aberto em 1969 no 301 Southland Drive em Lexington, Kentucky, pela Jerrico, Inc., antiga proprietária da cadeia Jerry's Restaurants. Posteriormente, foram fundados outros restaurantes até se chegar a 1200 estabelecimentos nos EUA. O nome da cadeia foi inspirado na personagem Long John Silver do romance “A Ilha do Tesouro” de Robert Louis Stevenson.
Em 1989, a Jerrico's foi vendida e a cadeia Long John Silver's foi separada da sua empresa-mãe, passando por vários proprietários, incluindo a FleetBoston Financial e, por fim, a Yorkshire Global Restaurants. Em março de 2002, a Yorkshire foi comprada pela Yum! Brands (que também detém a Kentucky Fried Chicken, a Pizza Hut e a Taco Bell), integrando a Long John Silver's no portifólio da empresa multinacional.
Em 2011, a cadeia foi vendida a um consórcio de investidores reunidos na LJS Partners, na sequência de um plano de gestão que visava reduzir o investimento em cadeias mais pequenas (a A&W Restaurants foi também vendida dois meses depois à A Great American Brand), a fim de se concentrar na expansão internacional de marcas maiores.

## Produtos e presença
A oferta da Long John Silver's se concentra em produtos de frutos do mar, como peixes e frutos do mar. O grupo começou com peixe e batatas fritas, mas expandiu para outros produtos, como hushpuppies, camarão frito, sanduíches de peixe, lagosta, surimi e até frango frito.
A rede é uma das maiores do gênero nos Estados Unidos, com mais de 500 restaurantes. A maioria deles é compartilhada com outras marcas da Yum! Brands, como a Taco Bell ou a Kentucky Fried Chicken. No entanto, sua presença nos mercados internacionais é menor, com alguns pontos de venda em Nova Zelândia e Singapura. Nesse sentido, o grupo pode ser comparado à rede alemã de fast food Nordsee, que tem menos pontos de venda, mas uma presença internacional mais forte.